# Johann Gottfried Piefke

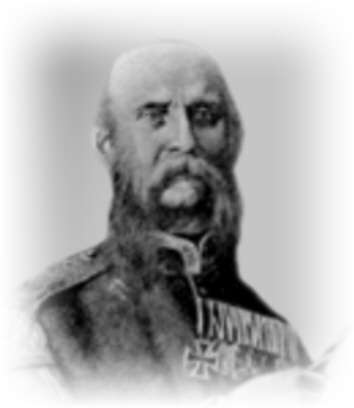
Johann Gottfried Piefke

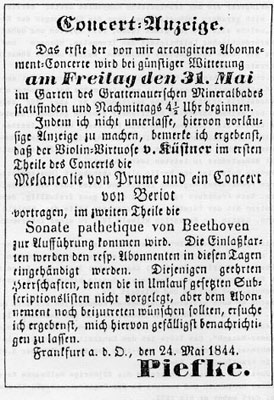
Ogłoszenie o koncercie Piefkego z 1844

Johann Gottfried Piefke (ur. 9 września 1815 w Schwerin am Warthe, zm. 25 stycznia 1884 we Frankfurcie nad Odrą), niemiecki twórca muzyczny, Kapellmeister i kompozytor muzyki wojskowej. Jego najsłynniejsze marsze to Preußens Gloria (Gloria Prus) i Königgrätzer Marsch (skomponowany po bitwie pod Königgrätz w 1866, decydującej bitwie w wojnie austriacko-pruskiej).

## Życiorys
Był synem Johanna Piefkego i jego żony, Dorothei. Wkrótce po jego urodzinach, rodzina przeniosła się do Zielenzig (obecnie Sulęcin), gdzie jego ojciec pracował jako organista i miejski muzyk.  W latach 1835–1838 odbywał służbę wojskową w jednostce Leibgrenadier-Regiment Nr. 8 we Frankfurcie nad Odrą, gdzie w tamtejszej orkiestrze wojskowej grał na oboju. 1 września 1838 dostał się do wyższej szkoły muzycznej w Berlinie. Po ukończeniu szkoły w 1843, zatrudnił się jako muzyk wojskowy w jednym z regimentów III Armii. W krótkim czasie stał się popularny wśród mieszkańców Berlina, do którego ponownie przeprowadził się w 1852. 23 czerwca 1859 uzyskał tytuł Königlicher Musikdirektor (Królewskiego Dyrektora Muzycznego), a sześć lat później, 20 marca 1865 objął stanowisko stworzone specjalnie dla niego - dyrektora wszystkich chórów muzycznych III Armii (Direktor der gesammten Musikchöre des III. Armeekorps). W 1864 powrócił, ze względu na sprawy zawodowe, do Frankfurtu.
Pomimo tego 2 lata później brał udział w wojnie z Austrią. W czasie parady w Gaenserndorf, w okolicach Wiednia, 31 lipca 1866, którą wyprawili zwycięzcy Prusacy, Piefke i jego brat Rudolf (1835-1900) przewodzili orkiestrze, którą pokonani Austriacy przywitali okrzykiem Die Piefkes kommen! ("Piefkowie nadchodzą!"). W krótkim czasie słowo Piefke stało się synonimem Niemca (wyłączając z tego mieszkańców południowych krajów związkowych, takich jak Bawaria). Słowo to jest wciąż używane przez Austriaków, opowiadających o ich stosunkach z Niemcami, którzy są jednym z ich źródeł utrzymania (turystyka).
Piefke brał udział także w wojnie prusko-francuskiej, ale zachorował ciężko podczas oblężenia Metzu. Zdrowie odzyskał dopiero w 1871.
Po wojnie Piefke zajął się pracami nad nieco lżejszą muzyką, co podniosło jego popularność. Pod koniec życia dawał wiele koncertów we Frankfurcie, ale także np. w Paryżu. Piefke zmarł 25 stycznia 1884 roku, jego pogrzeb odbył się z wszelkimi wojskowymi honorami 28 stycznia. Został pochowany na cmentarzu Alten Friedhof we Frankfurcie nad Odrą. Jego grób nie zachował się do naszych czasów.

## Odniesienia
W 1990 austriacki pisarz Felix Mitterer stworzył miniserial telewizyjny, "Die Piefke Saga", opowiadający o niemieckich turystach w Tyrolu.
"Königgrätzer Marsch" Piefkego słychać w scenie palenia książek w Berlinie, w filmie Stevena Spielberga Indiana Jones i Ostatnia Krucjata.